# Nêutron livre
Um nêutron livre  é um nêutron que existe fora do núcleo. É instável e deve submeter-se a um decaimento beta para alcançar um estado de estabilidade. Um nêutron livre tem uma meia-vida de aproximadamente 10 minutos. Os produtos de decaimento são um próton, um elétron e um neutrino. O nêutron livre é considerado uma partícula subatômica.
Um nêutron livre tem número atômico zero e número de massa 1. Mesmo que não tenha um próton, um nêutron livre é frequentemente listado como um isótopo nas tabelas periódicas.